# معصوم‌آباد فندرسک
معصوم آباد فندرسک، روستایی است از توابع بخش مرکزی شهرستان علی‌آباد در استان گلستان ایران.

## جمعیت
این روستا در دهستان کتول قرار دارد و براساس سرشماری مرکز آمار ایران در سال ۱۳۸۵، جمعیت آن ۱۲۰۰نفر (۲۹۳خانوار) بوده‌است. دهیار روستا مهدی فندرسکی معروف به کارلوس میباشد